# Schizoprymnus pullatus
Schizoprymnus pullatus är en stekelart som först beskrevs av Anders Gustav Dahlbom 1833.  Schizoprymnus pullatus ingår i släktet Schizoprymnus och familjen bracksteklar. Arten är reproducerande i Sverige. Inga underarter finns listade i Catalogue of Life.